# Acanthophrynus coronatus
Acanthophrynus coronatus är en spindeldjursart som beskrevs av Kraepelin 1899. Acanthophrynus coronatus ingår i släktet Acanthophrynus och familjen Phrynidae. Inga underarter finns listade i Catalogue of Life.